# Ommexecha
Ommexecha is een geslacht van rechtvleugeligen uit de familie Ommexechidae. De wetenschappelijke naam van dit geslacht is voor het eerst geldig gepubliceerd in 1831 door Jean Guillaume Audinet Serville.

## Soorten
Het geslacht Ommexecha omvat de volgende soorten:
- Ommexecha apolinari Hebard, 1923
- Ommexecha brunneri Bolívar, 1884
- Ommexecha gigliotosi Bolívar, 1899
- Ommexecha gracilis Walker, 1870
- Ommexecha macropterum Blanchard, 1836
- Ommexecha virens Serville, 1831